# Zentralamerikaspiele 1930
Die 2. Zentralamerikaspiele fanden vom 15. März bis 5. April 1930 in der kubanischen Hauptstadt Havanna statt. Erfolgreichste Nation war der Gastgeber, der bei den insgesamt 44 Entscheidungen 28 Goldmedaillen gewann. Zwölf Goldmedaillen gingen an Mexikos Sportler, vier weitere an Teilnehmer aus Panama.

## Teilnehmende Nationen
Neun Länder mit insgesamt 632 Athleten nahmen an den Zentralamerikaspielen teil.
| - Costa Rica - El Salvador - Guatemala | - Honduras - Jamaika - Kuba | - Mexiko - Panama - Puerto Rico |

Unter den neun teilnehmenden Ländern befanden sich sechs Debütanten. Nur Mexiko, Kuba und Guatemala hatten zuvor an der ersten Austragung teilgenommen.

## Sportarten
Bei den Zentralamerikaspielen waren zehn Sportarten im Programm.
| - Baseball - Basketball - Fechten - Fußball | - Leichtathletik - Schießen - Schwimmen | - Tennis - Volleyball - Wasserspringen |

Fett markierte Links führen zu den detaillierten Ergebnissen der Spiele

## Medaillenspiegel
| Platz | Land        | Gold | Silber | Bronze | Gesamt |
| ----- | ----------- | ---- | ------ | ------ | ------ |
| 01    | Kuba        | 28   | 19     | 21     | 68     |
| 02    | Mexiko      | 12   | 18     | 10     | 40     |
| 03    | Panama      | 4    | 1      | 5      | 10     |
| 04    | Puerto Rico | —    | 3      | —      | 3      |
| 05    | Costa Rica  | —    | 1      | 1      | 2      |
| 05    | Honduras    | —    | 1      | 1      | 2      |
| 07    | Jamaika     | —    | 1      | —      | 1      |
| 08    | El Salvador | —    | —      | 2      | 2      |
| 08    | Guatemala   | —    | —      | 2      | 2      |